# Karen Lancaume
Karen Lancaume, właśc. Karine Bach (ur. 19 stycznia 1973 w Lyonie, zm. 28 stycznia 2005 w Paryżu) – francuska aktorka filmów pornograficznych. W latach 1997–2001 wystąpiła w 54 filmach. Nominowana do nagrody Hot d'Or w 2000 w kategorii „najlepsza francuska aktorka”. Największy, międzynarodowy rozgłos osiągnęła grając jedną z głównych ról w filmie Gwałt (Baise-moi, 2000).

## Życiorys

### Wczesne lata
Urodziła się i wychowywała się na przedmieściach Lyonu, w dość zamożnej rodzinie. Jej ojciec pochodził z Niemiec, a matka z Maroka. Nie wyróżniała się od innych dziewczyn w jej wieku: spokojna, romantyczna i trochę introwertyczna. Po rozpoczęciu studiów (reklama/marketing) zaczęła pracować w dyskotece, gdzie poznała lokalnego didżeja – Francka Cerrone, z którym wkrótce wzięła ślub. Mąż, mając na uwadze problemy finansowe, namówił ją do udziału w filmach pornograficznych. Wkrótce postanowili, że będą występować jedynie razem. Zasada ta została jednak złamana bardzo szybko. 

### Kariera
Mąż, mając na uwadze problemy finansowe, namówił ją do udziału w filmach pornograficznych. Wkrótce postanowili, że będą występować jedynie razem. Zasada ta została jednak złamana bardzo szybko. Już w 1996 Karen zagrała z innym aktorem, a w 1997 na planie filmu L’indécente aux enfers Franck miał problemy z męskością i reżyser Marc Dorcel (za obopólną zgodą) zadecydował o zakończeniu zdjęć z innym aktorem. Małżeństwo wkrótce zakończyło się rozwodem. 
Karen pozostała w branży do 2001 r., pracując w tym czasie z najlepszymi reżyserami filmów pornograficznych w Europie: Marcem Dorcel, Alainem Payet, Mario Salieri czy Lucą Damiano. Wystąpiła w produkcjach Vidéo Marc Dorcel (VMD), w tym Cena pożądania (L’Enjeu du désir, 1999) Alaina Payeta z Davidem Perrym i Silvią Saint, 
W 1998 wystąpiła w filmie dokumentalnym Exhibition 99 (reż. John B. Root), prezentującym wywiady z aktorkami z branży erotycznej oraz pokazującym nagrywanie filmów pornograficznych „od kuchni”. Okazała w nim awersję do swojej pracy, mówiąc: „Byłam zirytowana, mokra, zmarznięta do szpiku kości, a nikt nawet nie zaoferował mi ręcznika. Kiedy zakończą kręcić scenę, jesteś bezwartościowy.”
W 2001 wycofała się z branży pornograficznej. Pragnęła grać w filmach zorientowanych na dużo szerszą publiczność. Pomimo iż głośny mainstreamowy film Gwałt (Baise-moi) uczynił z niej osobę powszechnie znaną, próba zrobienia kariery w klasycznym przemyśle rozrywkowym zakończyła się niepowodzeniem i po 2002 ostatecznie wycofała się z show-biznesu.
28 stycznia 2005 popełniła samobójstwo poprzez przedawkowanie leków nasennych (temazepam). Została znaleziona martwa w paryskim apartamencie, należącym do jej chłopaka. Pozostawiła krótką notatkę: „Zbyt bolesne”.

## Filmografia
- 1996 – Nurse’s Diary
- 1997 – Private Gold 25: When the Night Falls
- 1997 – Dręczona pożądaniem (L’indécente aux enfers)
- 1997 – Pamiętnik grzechem pisany (Journal d’ une infirmire)
- 1997 – Fetyszysta (Le Fétichiste)
- 1998 – Piętno grzechu (L’Empreinte du vice)
- 1998 – Exhibition 99 (film dokumentalny)
- 1999 – Le principe de plaisir
- 1999 – Cena pożądania (L’Enjeu du désir)
- 2000 – Gwałt (Baise-moi) jako Nadine
- 2000 – À feu et a sexe sur la Riviera
- 2001 – Marionetka (La Marionnette)
- 2001 – Lady Chérie

## Nagrody i nominacje
| Rok  | Nagroda  | Kategoria                         | Film              | Rezultat  |
| ---- | -------- | --------------------------------- | ----------------- | --------- |
| 1998 | Hot d’Or | Najlepsza aktorka francuska       | -                 | Nominacja |
| 2000 | Hot d’Or | Najlepsza aktorka pierwszoplanowa | Gwałt (Baise-moi) | Wygrana   |